# Красна Горка (Дубниківське сільське поселення)
Кра́сна Го́рка (рос. Красная Горка, марій. Эҥерсола) — присілок у складі Сернурського району Марій Ел, Росія. Входить до складу Дубниківського сільського поселення.

## Населення
Населення — 51 особа (2010; 50 у 2002).
Національний склад (станом на 2002 рік):
- марі — 98 %